# サーディーズ
サーディーズ（英語: Sardi's）は、ヨーロッパのコンチネンタル料理を提供するレストランである。マンハッタンの劇場地区西44丁目234番地（ブロードウェイと8番街の間）に位置し、ショービジネスに関わる著名人のカリカチュアが壁に飾られていることで有名である。1927年3月5日、現在の場所にオープンした。

## 設立から初期
メルキオーレ・ピオ・ヴィンチェンツォ・"ヴィンセント"・サーディ・シニア（1885年12月23日サン・マルツァーノ・オリヴェート、イタリア–1969年11月19日）とその妻エウゲニア（"ジェニー"）・パレラ（1889年7月14日カステッラルフェーロ、イタリア）は、1921年に自身らにとって初めての料理店となる「The Little Restaurant」を西44丁目246にオープンする。1926年、セント・ジェームズ劇場建設のため、建物の解体が決まった。だが、劇場業界の大物であったシューベルト兄弟から、料理店の所在地から少し先の地区に建設中の新ビルへと移転しないかとの申出を受け、1927年3月5日、劇場建築家ハーバート・J・クラップが設計した建物に、新レストラン「サーディーズ」が開店する。
移転後、折しも世界恐慌による景気の悪化が重なり事業の業績が伸び悩んだため、ヴィンセント・サーディは顧客を引き付ける仕組みを考案する。1920年代にキャバレー業界の大立者だったジョー・ゼッリが経営するパリのレストランやジャズ・クラブの壁に映画スターのカリカチュアが飾られていたのを思い出し、サーディはそれを自分の店で再現することにしたのである。サーディは、ロシア難民であったアレックス・ガード（1898年–1948年、本名アレクセイ・クレムコフ、ロシアのカザン出身）ブロードウェイの著名人の絵を描く画家として雇った。サーディとガードは、サーディーズでの一日あたり二度の食事と引換えにカリカチュアを描き、ガードはサーディーズの食事を決して批判しないという条件で契約を締結する。ガードが公式に初めて描いたカリカチュアは、『三ばか大将』で有名なヴォードヴィリアンのテッド・ヒーリーのものであった。サーディの息子であるヴィンセント・サーディ・ジュニア（1915年–2007年）は、1947年にレストラン経営を引き継ぎ、ガードに契約内容の見直しを提案した。だが、ガードはこれを固辞し、死ぬまで食事と引換えにカリカチュアを描き続けた。

## 人気の高まり

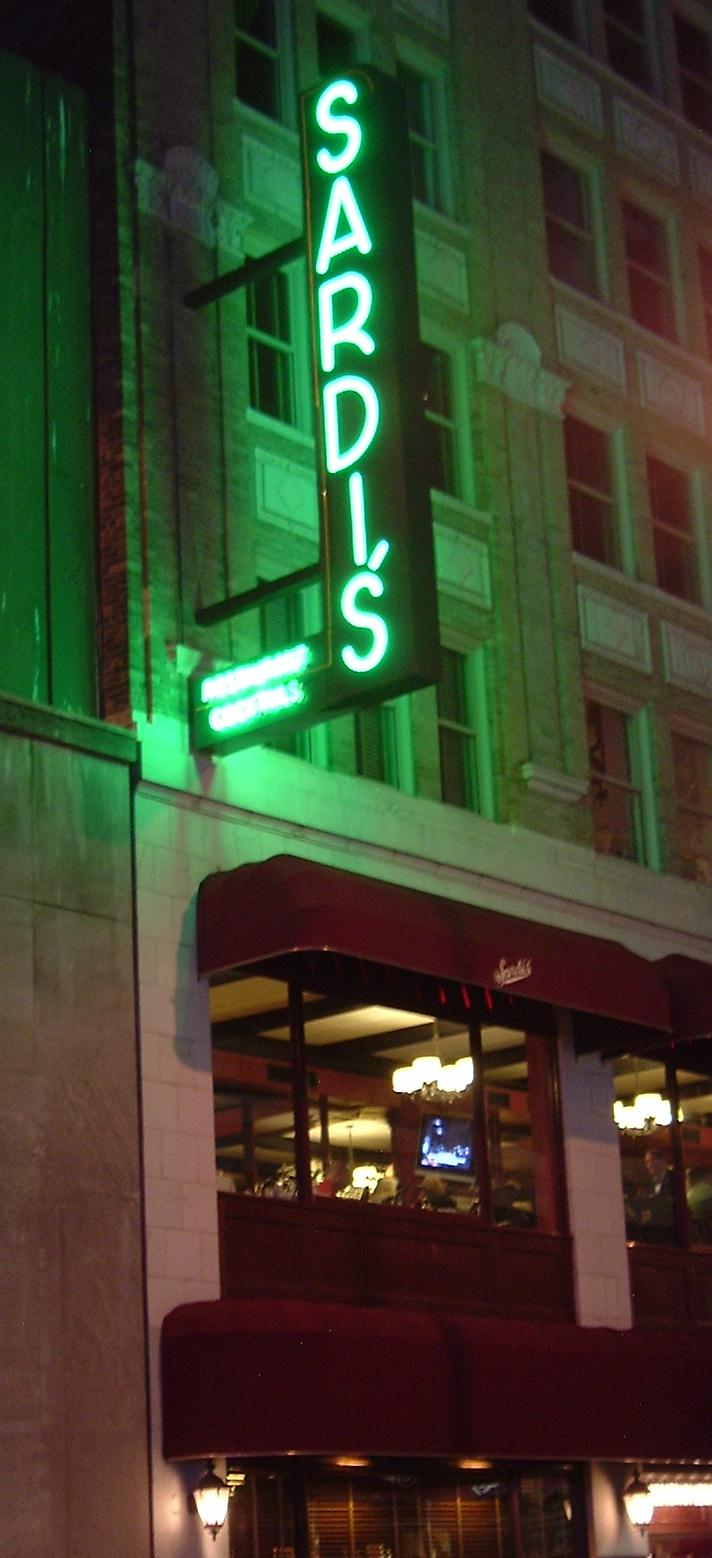
サーディーズのネオンサイン

サーディーズは、ウォルター・ウィンチェルとウォード・モアハウスが執筆する新聞のコラムにしばしば取り上げられ、これによってその人気はさらに高まった。ウィンチェルとモアハウスは、新聞記者、広報関係者、劇の評論家らで構成されるグループに所属していた。彼らはチーズ・クラブと自称し、定期的にサーディーズで昼食会を催していた。ヘイウッド・ブルーン、マーク・ヘリンジャー、広報のアーヴィング・ホフマン、俳優のジョージ・ジェッセル及びリング・ガードナーもまたチーズ・クラブのメンバーであった。実のところ、アレックス・ガードを初めてチーズ・クラブのランチのためにサーディーズへと連れていったのはホフマンである。ガードは、そこでチーズ・クラブのメンバーたちのカリカチュアを描き、ヴィンセント・サーディはそれを彼らが座るテーブルの上側の壁に掛けて飾った。そのことがきっかけで、サーディは上記のゼッリの絵のことを思い出し、ガードとの契約につながった。
レストランは、公演前後のたまり場や、公演初日のナイトパーティーの会場としても有名になった。劇場を愛したヴィンセント・サーディは、ブロードウェイの出演者たちのスケジュールに合わせて、同じエリア内に存在する他のレストランよりも閉店時間をはるかに遅くに設定していた。
1932年、ロサンゼルスのハリウッド・ブールヴァードにサーディーズの支店がオープンする。24時間営業で、ブロードウェイ同様に著名人の間で人気があったが、1936年にキッチンからの出火により全焼し、閉店している。
サーディ家はイタリア系であるが、レストランで提供しているメニューはイタリア料理ではなくコンチネンタル料理で、どちらかというと「イギリスの食事」に近いものである。1957年、ヴィンセント・サーディ・ジュニアは、ヘレン・ブライソンと共同でサーディーズのレシピを料理本にまとめた。その『Curtain Up at Sardi's』には、グリルドチーズからシャンパン・カクテルまで、300近くにのぼるレシピが記載されている。だが、1987年までに、その食事について、ザガットが「料理はお笑い」と評したことがある。調査を受けたある客は、サーディーズのことを「ブロードウェイで最長ロングランのギャグ」と呼んだ。
1990年、ヴィンセント・サーディ・ジュニアは、デトロイトのプロデューサーらに対して620万ドルでサーディーズを売却し、バーモント州で引退生活に入ろうとした。しかし、その後買い手が債務を履行せずに倒産したため、翌1991年に再度レストランを取り戻し、レストランの改修とメニューの見直しを実施した上で、営業を再開した。
今日のサーディーズは、ブロードウェイの一部をなす施設と考えられている。作曲家スティーヴン・ソンドハイムは、2000年に行われたインタビューでニューヨークの劇場の雰囲気の変化について嘆きつつ、次のように語っている。「今は実に不毛な時代だ。ミュージカル作家が作品を書くのはせいぜい2、3年に1度。いったい誰がサーディーズに集まる？そこで何を話すことがある？今の時代、ショーはただ劇場で機械的に上演され、それが続くだけなんだ」
ブロードウェイの非公式の市長と言われたヴィンセント・サーディ・ジュニアは2007年1月に死去、ヴィンセント・サーディ・シニアの曾孫に当たるショーン・リケッツが、共同所有者として今もレストランの営業を続けている。

## カリカチュア

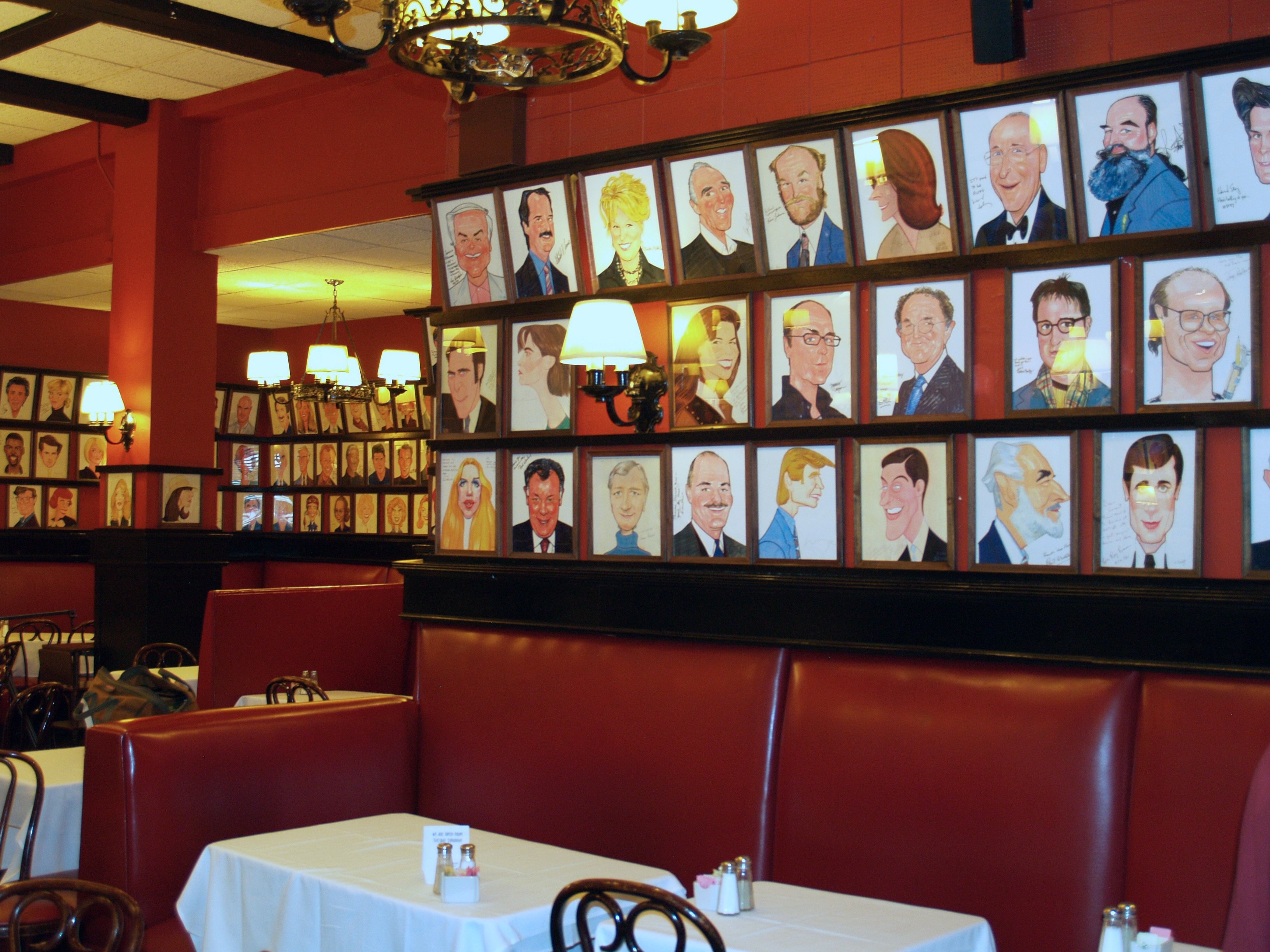
地上階のダイニングルーム。著名人たちのカリカチュアが壁の上側に並んでいる。

アレックス・ガードは700を超えるカリカチュアをサーディーズに描き残した。ガードが1948年に死去したため、ジョン・マッケイがレストランのための絵描きの仕事を引き継いだが、その後間もなくしてドン・ベヴァンに代わった。べヴァンは1974年に引退するまで絵を描き続け、ブルックリン生まれのリチャード・バラツに交代した。 バラツは、それまでアメリカ合衆国製版印刷局で有価証券の彫版作成に携わっていた職人であった。バラツはペンシルベニアに住み、現在までサーディーズのカリカチュアリストを務めている。
俳優ロバート・クッチオーリのスポークスマン、ジュディ・カッツは、『プレイビル』誌のインタビューで次のようなエピソードについて語っている。「ジミー・キャグニーが死んだ日、そのカリカチュアが壁から盗まれたのよ。そのことがあってから、絵が完成したらそのコピーを2点作って、オリジナルは保管室に置くことになったの。そしてコピーの一方は絵のモデルになったラッキーな人に送り、他方はサーディーズの壁に飾る。そうやって、泥棒みたいな人たちに絵が持っていかれないような工夫をしてるんです」
1979年、ヴィンセント・サーディーズ・ジュニアは、227点にのぼるカリカチュアのコレクションを、ニューヨーク公共図書館のビリー・ローズ・シアター・コレクションに寄付した。
1991年には、サーディーズのカリカチュアのうち275点を収めた本『Off the Wall at Sardi's』が出版された。現在、サーディーズには1300を超える著名人のカリカチュアが展示されている。

## トニー賞
サーディーズは、トニー賞が誕生した場所でもある。1946年にアントワネット・ペリー（愛称トニー）が死去した後、その仕事上のパートナーで劇場プロデューサー・演出家のブロック・ペンバートンは、サーディーズで昼食をとっているときに、ペリーを栄誉を称えるために劇場関係の賞を創設しようと思いついたのである。1947年、第1回目のトニー賞で、ヴィンセント・サーディは「20年の間サーディーズで、劇場人たちにつかの間の家と安らぎの場を与えた」功績によって特別賞を授与された。長年、トニー賞ノミネートの発表はサーディーズで行われていた。ヴィンセント・サーディ・ジュニアは、2004年にトニー賞の栄誉賞を受賞している。また、サーディーズは、アウター・クリティクス・サークル賞の授賞式の会場になっているほか、多くのブロードウェイ関係の記者会見や祝賀会といったイベントに使用されている。

## 大衆文化

### 映画
サーディーズが使用されたシーンのある映画には以下のようなものがある。
- 『Love Is a Racket』（1932年）：ダグラス・フェアバンクス・ジュニア、アン・ドヴォラック出演
- 『The Velvet Touch』（1948年）：ロザリンド・ラッセル出演
- 『Forever Female』（1953年）：ジンジャー・ロジャース、ウィリアム・ホールデン、ポール・ダグラス出演
- 『喝采』（1954年）：ビング・クロスビー、グレース・ケリー、ウィリアム・ホールデン出演
- 『But Not for Me』（1959年）：クラーク・ゲーブル出演
- 『Please Don't Eat the Daisies』（ママは腕まくり）（1960年）：デヴィッド・ニーヴン、ドリス・デイ出演
- 『Critic's Choice』（1963年）：ボブ・ホープ、ルシル・ボール出演。本映画の撮影はハリウッドで行われた。実際のレストランから貸与を受け、サーディーズの内装が、メニュー、皿、記念品といったものまで忠実に再現された。
- 『No Way to Treat a Lady』（1968年）
- 『Made for Each Other』（1971年）：レニー・テイラー、ジョセフ・ボローニャ出演
- 『殺しのファンレター（英語版）』 (1981)
- 『喝采の陰で』（1982年）
- 『キング・オブ・コメディ』（1983年）：サーディーズのカリカチュアリスト、リチャード・バラツも登場する。
- 『マペットめざせブロードウェイ!』（1984年）
- 『ラジオ・デイズ』（1987年）
- 『スウィッチ』（1991年）：ブレイク・エドワーズ監督。エレン・バーキンとロレイン・ブラッコが、サーディーズで夕食を食べながら自分たちの関係について語り合うシーン。
- 『Naked in New York』（1993年）
- 『プロデューサーズ』（2005年）
- 『Shortcut to Happiness』 (2007年)：アレック・ボールドウィン、ジェニファー・ラブ・ヒューイット、アンソニー・ホプキンス出演
- 『フロスト×ニクソン』（2008年）：二人でカリフォルニアに発つ際、デービッド・フロストがジョン・バートに対し、サーディーズに関して話をする。

### テレビ番組
サーディーズが登場するテレビ番組には、以下のようなものがある。
- 『マッドメン』シーズン2エピソード『ニュー・ガール』（The New Girl）：ドン・ドレイパーがボビー・バレットとともにサーディーズに飲みに行くと、そこで以前の恋人レイチェル・メンケンにばったり出会う。レイチェルは、自分が結婚したと告げ、夫のティルデン・カッツを紹介する。このシーンでは、カリカチュアが壁に掛かっているのがはっきりと見える。
- 『Glee/グリー』のエピソード『夢のニューヨーク』（New York）：フィン・ハドソンがレイチェル・ベリーをサーディーズにデートに連れて行くと、そこでパティ・ルポーンに遭う。
- 『グリー』のエピソード『ビートルズでプロポーズ!』（Love, Love, Love）：レイチェル・ベリーが『イエスタデイ』を歌いながら、サーディーズの前を通りつつ店内を覗き込む。
- 『となりのサインフェルド』エピソード『The Summer of George』（シーズン8最終話）：クレイマーがトニー賞を間違いでもらってしまった後、ブロードウェイの人々と食事をするシーンでサーディーズの外装が映る。
- 『スティーブ・アレン・ショー』NBC（1957年1月20日）：ニューヨーク映画批評家協会賞授賞式に出席していたイングリッド・バーグマンとカーク・ダグラスが、サーディーズでスティーブ・アレンからインタビューを受ける。
- 『ニューハート』エピソード『Saturday In New York with George』：ボブ・ニューハート扮するディック・ラウドンは、ジョージ・アトリーを終夜営業しているデリに行こうと誘うが、アトリーは、サーディーズに行った後は、どこのメシでも「テンション下がる」と答える。
- 『トワイライト・ゾーン』エピソード『A Stop at Willoughby』：ジェームズ・デイリー扮するガート・ウィリアムズは、サーディーズで部下を探してくるようその秘書に頼む。

### 書籍
サーディーズについて言及している書籍には、以下のようなものがある。
- 『フラニーとゾーイー』の「ゾーイー」：J・D・サリンジャー作。雑然としたグラース家のアパートの壁を、サーディーズの壁になぞらえる描写がある。
- 『Someday Someday Maybe』：ローレン・グレアム作。フラニーとダンが初めてキスをした場所。
- 『ダイヤモンドは永遠に』：イアン・フレミング作
- 『Don't Stop the Carnival』：ハーマン・ウォーク作。広報担当として働く主人公ノーマン・ペーパーマンは、クライアントの接待場所としてサーディーズを検討する。

### 歌
サーディーズについての言及がある歌には、以下のようなものがある。
- 『This Could Be the Start of Something (Big)』：作詞・作曲スティーブ・アレン（英語版）
- 『プロデューサーズ』から『I Wanna Be A Producer』（プロデューサーになりたい）：作詞・作曲メル・ブルックス
- 『タイトル・オブ・ショウ』から『Part of it All』 ：作詞・作曲ジェフ・ボウエン

## ラジオ放送
1947年3月8日、ヴィンセント・サーディ・ジュニアは、『Luncheon at Sardi's』（サーディーズで昼食を）と題したサーディーズのダイニングルームからのラジオのライブ放送を開始した。当初はビル・スレイター、レイ・ヘザートン及びアルレーン・フランシスがホストを務めていた。現在は、ジョアン・ハンバーグが、サーディーズから折に触れて放送を行っている。